# Ragnar Thoursie
Ragnar Thoursie, född 30 september 1919 i Katrineholm, död 12 juli 2010 i Saltsjöbaden, var en svensk författare och statstjänsteman. 

## Biografi
Thoursies far var lokförare och föräldrarna var aktiva inom Jehovas vittnen. Thoursie studerade tyska, psykologi och religionshistoria vid Stockholms högskola och blev fil. kand. 1943. Samma år som han debuterade som författare, 1945, fick han anställning i Riksförsäkringsanstalten och senare vid Arbetsmarknadsstyrelsen, där han sist var byråchef 1972–1985.
Thoursies författarskap tillhörde fyrtiotalismen, men han gjorde åren 1952–1987 ett långt uppehåll som författare. Trots sin sparsmakade produktion räknas han som en av den svenska modernistiska lyrikens främsta, mest egenartade och stilbildande författare. Han har bland annat haft ett stort inflytande på Tomas Tranströmers diktning. "Knappast någon annan svensk 1900-talslyriker har med så liten produktion kommit att få så stor litteraturhistorisk betydelse" skriver Lars Lönnroth och Sven Delblanc i "Den svenska litteraturen". År 2004 utkom en volym med Thoursies samlade dikter, En öppen stad, ej en befästad, bygger vi gemensamt.
Olof Palme citerade ofta Thoursies dikt Sundbybergsprologen i sina politiska tal.

### Varia
- Kulissbygget : Tyskland mellan Molotov och Marshall / av Egon Kötting och Ragnar Thoursie. Stockholm: Ljus. 1948. Libris 685327
- Arbetsförmedlingens historia. Stockholm: Allmänna förl. 1991. Libris 7264655. ISBN 9138126370 - Tillsammans med Lennart Delander och Eskil Wadensjö.

## Priser och utmärkelser
- 1947 – Albert Bonniers stipendiefond för yngre och nyare författare
- 1952 – Svenska Dagbladets litteraturpris[3]
- 1958 – ABF:s litteratur- & konststipendium
- 1987 – Bellmanpriset
- 1997 – Tegnérpriset
- 2001 – Samfundet De Nios Särskilda pris
- 2002 – Östrabopriset
- 2008 – Kungliga priset av Svenska Akademien[4]